# Nowa Buda (obwód kijowski)
Nowa Buda (ukr. Нова Буда) – wieś na Ukrainie, w obwodzie kijowskim, w rejonie buczańskim. W 2001 liczyła 849 mieszkańców, wśród których 813 jako ojczysty wskazało język ukraiński, 34 rosyjski, a 2 białoruski.
Znajduje tu się stacja kolejowa Spartak, położona na linii Kijów – Korosteń – Kowel.